# Sândominic
Sândominic (Hongaars: Csíkszentdomokos, kortweg Domokos) is een gemeente in het Roemeense district Harghita. Sândominic ligt het Szeklerland (Csíkszék) in Transsylvanië. Het overgrote deel van de 6110 inwoners behoort tot de Hongaarse Szekler-minderheid. Dit noordelijkste en grootste dorp van de streek Felcsík is gelegen aan de Olt, op de plek waar drie bergdalen zich verenigen. In het middelste daarvan ligt het mijnbouwstadje Bălan (Hongaars: Balánbánya), dat tot 1967 tot Sândominic behoorde.
Het dorp heeft twee stations aan de spoorlijn tussen Miercurea Ciuc en Gheorgheni. De spoorlijn en ook de hoofdweg volgen voorbij Sândominic de pasroute naar het dal van de Mureș.

## Zustergemeenten
Sândominic heeft 10 zustergemeenten, die allemaal in Hongarije liggen: Recsk, Magyargéc, Újszentiván, Sződliget, Boldog, Szentdomonkos, Berzence, Jakabszállás, Balatonszemes en Hajdusámson. 
Atid · Avrămești · Bilbor · Brădești · Căpâlnița · Cârța · Ciceu · Ciucsângeorgiu · Ciumani · Corbu · Corund · Cozmeni · Dănești · Dârjiu · Dealu · Ditrău · Feliceni · Frumoasa · Gălăuțaș · Joseni · Lăzarea · Leliceni · Lueta · Lunca de Jos · Lunca de Sus · Lupeni · Mădăraș · Mărtiniș · Merești · Mihăileni · Mugeni · Ocland · Păuleni-Ciuc · Plăieșii de Jos · Porumbeni · Praid · Racu · Remetea · Săcel · Sâncrăieni · Sândominic · Sânmartin · Sânsimion · Sântimbru · Sărmaș · Satu Mare · Secuieni · Siculeni · Șimonești · Subcetate · Suseni · Tomești · Tulgheș · Tușnad · Ulieș · Vărșag · Voșlăbeni · Zetea